# Лавки (Дубровенский район)
Лавки (бел. Ла́ўкі) — деревня в Дубровенском районе Витебской области Республики Беларусь. В составе Волевковского сельсовета.

## География
Ближайшие населённые пункты Калиновка, Русаны и др.

## История
В 1910 году в Холбнянской волости Горецкого уезда Могилёвской губернии.
До 16 сентября 1960 года деревня входила в состав Ростковского сельсовета, до 8 апреля 2004 года — в составе Зарубского сельсовета.

## Население

### Численность
- 2009 год — 11 жителей

### Динамика
- 1857 год — 129 жителей[5]
- 1910 год — 41 двор, 162 муж., 177 жен.[2]
- 1999 год — 19 жителей (перепись населения)
- 2009 год — 11 жителей (перепись населения)[2]

## Улицы
- Центральная